# Теофипилка
Теофипилка (укр. Теофіпілка) — село в Козовской поселковой общине Тернопольского района Тернопольской области Украины.
До 2020 года входило в Козовский район.
Код КОАТУУ — 6123087801. Население по переписи 2001 года составляло 876 человек.

## Географическое положение
Село Теофипилка находится на расстоянии 1 км от села Викторовка.
По селу протекает пересыхающий ручей с запрудой.
Через село проходит автомобильная дорога М-12 (E 50.

## История
- 1785 год — дата основания.

## Объекты социальной сферы
- Школа.
- Дом культуры.
- Фельдшерско-акушерский пункт.